# Entypesa schoutedeni
Entypesa schoutedeni là một loài nhện trong họ Nemesiidae.
Entypesa schoutedeni được miêu tả năm 1965 bởi Benoit.